# عقوبة خارج نطاق القضاء

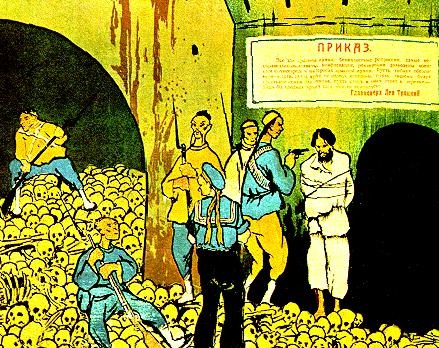
ملصق دعائي للجيش الأبيض من حقبة الحرب الأهلية الروسية (1919)، يصور صورة كاريكاتورية ليون تروتسكي (كشخصية شيطانية كبيرة ذات بشرة حمراء زاهية.) والجنود الصينيين (أدناه، يرتدون الضفائر والزي الرسمي الأزرق والذهبي). وكان هناك عدد ملحوظ منهم في الجيش الأحمر. تم تصويرهم وهم يعدمون سجينًا ويجرفون العظام. النصوص موجودة في قواعد الإملاء الروسية قبل الإصلاح

العقوبة خارج نطاق القضاء هي عقوبة على جريمة مزعومة أو جنحة، نُفّذت خارج الإطار القضائي أو خارج إشراف المحكمة المُختصة. تُنفَّذ تلك العمليات من قبل الهيئات الحكومية في الدولة.

## الدوافع السياسية
عادةً ما تكون العقوبات خارج نطاق القضاء سِمة للأنظمة السياسية القمعية، لكن حتى الأنظمة الديمقراطية المُعلنة ذاتيًا أو تلك المُعترف بها دوليًأ عُرفت بتنفيذ مثل تلك العقوبات في حالات معينة.
على الرغم من أن الاستخدام القانوني لعقوبة الإعدام يتناقص حول العالم، فإن الأفراد والجماعات التي تُمثل تهديدًا -أو لمجرد كونهم غير مرغوبين- للحكومة ربما يكونون من المستهدَفين بتلك العقوبة من قبل النظام وأعوانه. تُنفذ بعض تلك العمليات من قبل قوات الأمن بسرعة وبشكل خاطف لتجنُّب أي غضب شعبي أو ردود فعل دولية محتملة والتي يمكنها أن تؤثر بشكل سلبي على البلاد. أحيانًا، يكون القتلة وكلاء من خارج الحكومة كالمنظمات الإجرامية مثل «لا كوزا نوسترا» والتي تُوظّف لتنفيذ تلك العمليات السرية.
الاحتمال الآخر للتخلص من المنافسين هو أن تُعاقِب قوات الأمن الضحية، لكن في ظروف تجعل الأمر كما لو كانت تدافع عن نفسها أو أنَّ الضحية انتحر. يُمكن تحقيق ذلك بوضع أسلحة بالقرب من الجثة، أو تزييف أدلة تُشير إلى انتحار الضحية، وفي هذه الحالات، من الصعب إثبات أي أدلة تُشير أن الجناة تصرفوا بشكل خاطئ. يُفضل بعض الجنود والضباط القبض على العدو حيًا، لذلك يواجهون العديد من الأخطار التي تضطرهم للقتل لحماية أنفسهم أو حماية المواطنين، وربما تجاوزوا الحدود بالقتل خارج نطاق القضاء.
يحدث الاختفاء القسري عند اعتقال أو سجن شخص ما من قبل دولة أو منظمة سياسية أو طرف ثالث بالتعاون أو بإيعاز من دولة أو منظمة سياسية، يعقب هذا رفض الاعتراف بمصير السجين وبمكان وجوده بنية وضع الضحية في إطار خارج حماية القانون.
يُمكن التخطيط لتنفيذ عقوبات خارج نطاق القضاء من قِبل جهة معينة محسوبة على الدولة بدون إخبار الجهات الأخرى، أو حتى بدون الحصول على الإذن لتنفيذ مثل تلك الأفعال. وأحيانًا، تستحسن هذه الجهات العقوبة التي نُفذت ضمنيًا، وربما يعارضونها اعتمادًا على الظروف، مثل الصراعات السياسية المعقدة داخل الحكومة وأجهزة الدولة المختلفة.
في حالة الكوارث الطبيعية، والانهيار المُجتمعي، أو حتى في غياب نظام قوي للعدالة الجنائيّة، ربما تزداد حوادث العقوبات خارج نطاق القضاء. في مثل هذه الحالات، يُسمح لأفراد الشرطة والقوات العسكرية بشكل غير رسمي بمعاقبة الأفراد المتورطين في أعمال الشغب والسلب والنهب وأعمال العنف الأخرى، خصوصًا إذا قُبض عليهم في حالة تلبُّس. أحيانًا، تأتي هذه الحالة بنتيجة عكسية بوفاة أشخاص غير مستهدفين بسبب وجودهم في المكان الخطأ في الوقت الخطأ.

## حول العالم

### تاريخيًا
قاد ويات إيرب قوات فدرالية إلى طريق إيرب فيندتا في ربيع عام (1882)، والتي أدت لمقتل أربعة أفراد من رعاة البقر -السكان الأصليين- والذي يُعتقد أنهم نصبوا كمينًا لشقيقيه فيرجال ومورجان إيرب فأُصيب الأول وقُتل الثاني.
تُعد اللجنة الثلاثية NKVD والمجلس الخاص بها أمثلة على الأدوات التي استخدمها الاتحاد السوفيتي لتنفيذ العقوبات خارج نطاق القضاء والتي كانت جزءً من سياسته آنذاك.
ارتكبت معظم الدكتاتوريات في أمريكا اللاتينية العديد من جرائم القتل خارج نطاق القضاء لأعداء الأنظمة الحاكمة، وواحدة من أبرز تلك العمليات هي عملية الكندور.
يُعتبر قتل قادة مجوعة ليفتست أوربن جوريللا، وريد أرمي، وأولريك مينهوف، وأندريس بادر في ألمانيا الشرقية عمليات قتل خارج نطاق القضاء نفذتها بعض من الحركات اليسارية الرديكالية.
اتُّهمت قوات الأمن بجنوب إفريقيا باستخدام وسائل خارج نطاق القضاء للتخلص من الخصوم السياسيين خلال فترة الفصل العنصري. أشار نيلسون مانديلا بعد إطلاق سراحه إلى أن هذه الأفعال دليل على وجود قوة ثالثة، لكن إدارة F.W أنكرت ذلك.

### الوقت الحاضر
في جمهورية الصين الشعبية، يُستخدم نظام إدارة يُسمّى إعادة التأهيل من خلال العمل لتطبيق بعض الإجراءات على أصحاب الجرائم الصغيرة مثل الاتجار الغير مشروع بالعقاقير والسرقة وغيرها، إذ يُحتجز المساجين لمدة أربع سنوات مع إجبارهم على العمل لفترات تحددها الشرطة خارج نطاق القضاء.
يُمكن اعتبار استخدام العلاجات النفسية لتقليل التصرفات غير المرغوبة عقوبة خارج نطاق القضاء لما تسببه تلك العقاقير من أثار جانبية وخيمة على من يستخدمها.
تستخدم الولايات المتحدة أيضًا العقوبات خارج نطاق القضاء، فيما يُطلق عليه بعض المعارضين «التعذيب بالوكالة» لوصف تسليم CIA بعض الإرهابيين المحتملين إلى الدول التي تسمح بالتعذيب لاستخلاص المعلومات منهم، لكن الولايات المتحدة تُصر على إنكار ذلك وتنفي نقل أي شخص إلى أماكن أخرى لتعذيبه.
اتُّهمت وكالة الإستخبارات الأمريكية المركزية CIA بإدارة مراكز للتعذيب والاستجواب تُعرف بالمواقع السوداء، والتي توجد بشكل قانوني في بلاد خارج الولايات المتحدة الأمريكية.

## منظمات حقوق الإنسان
تُطلق العديد من منظمات حقوق الإنسان مثل منظمة العفو الدولية بشكل دوري حملات مناهضة للعقوبات خارج نطاق القضاء.